# Enok Pettersson
Nils Algot Enok Pettersson, född 12 september 1930 i Uppsala, död där 3 november 2011, var en svensk arkitekt.
Pettersson, som var son till köpman Algot Pettersson och Ruth Andersson, avlade studentexamen 1950 och utexaminerades från Chalmers tekniska högskola 1957. Han anställdes hos arkitekt Sten Hummel-Gumælius i Uppsala 1957 och bedrev egen konsulterande verksamhet där från 1963. Han var även lektor i byggnadsutformning samt byggnadsteknik och materiallära vid tekniska gymnasiet i Uppsala från 1963.